# Molippa rosea
Molippa rosea är en fjärilsart som beskrevs av Druce 1886. Molippa rosea ingår i släktet Molippa och familjen påfågelsspinnare. Inga underarter finns listade i Catalogue of Life.